# Prostor Capital
Prostor Capital — российский венчурный фонд, ориентировавшийся на высокодоходные инвестиции в ИТ-компании. Основан в 2011 году группой частных российских инвесторов, включая Леонида Рейман и Сергея Меркулова. Период наибольшей активности пришелся на 2011—2015 годы. В 2017 году фонд перестал существовать, войдя в состав фонда «iTech Capital» «С 2019 года активы Prostor Capital находятся под управлением инвестиционной компании A.Partners».

## Параметры инвестиций
- Фонд рассматривал проекты, стремящиеся привлечь финансирование от 1 до 10 млн долларов. В случае, если требуемый объём вложений превышал 1,5 млн долларов, инвестиции осуществлялись в рамках синдицированных сделок совместно с венчурными партнёрами.
- Период входа: раунд А, проекты, находящиеся на стадии устойчивого роста и чаще всего уже перешагнувшие точку безубыточности. Это компании, уже имеющие готовый технологический продукт и быстро растущую базу клиентов или пользователей.
- Период выхода: 3—5 лет.

## Стратегия компании
Инвестиционный фокус фонда — проекты, находящиеся на стадии устойчивого роста (раунд А и выше), имеющие готовый технологический продукт и быстро растущую базу клиентов или пользователей. Это российские ИТ-компании с большим локальным рынком сбыта или международным потенциалом, заинтересованные во внешних инвестициях для выхода на новый этап развития. Приоритетными для выбора являются компании с технологической составляющей в сфере новых финансовых и рекламных сервисов, облачных технологий, проекты в сфере инновационного образования и цифровой медицины.
До 2015 года компания поддерживала методику media for equity, своё решение по уходу от неё управляющий директор Prostor Capital объяснил неготовностью рынка.

## Портфельные компании
- Дневник.ru — образовательная социальная сеть для учеников, их родителей, учителей и администраций школ, объединяющая в себе сервисы по управлению школьным учебным процессом[5].
- Dulton Media — разработчик SaaS платформы для управления и монетизации видео[6].
- Umisoft — разработчик систем управления сайтами UMI.CMS. Также компания предоставляет возможность создания сайта или интернет-магазина «в облаке» с помощью сервиса UMI.ru
- SofTrust — разработчик и поставщик программного обеспечения для создания единого информационного пространства здравоохранения региона, полнофункционального решения задач автоматизации лечебно-профилактических и аптечных учреждений, персонифицированного учёта оказания медицинской помощи.
- Infratel — разработчик корпоративных решений, которые позволяют организовывать многофункциональные географически распределённые контакт-центры и интегрировать их с корпоративными информационными системами (CRM, ERP и т. д.)[7].
- Car-fin — онлайн-сервис по покупке автомобилей в кредит с обратным выкупом и без[8].
- CPA Exchange — автоматизированный сервис для размещения онлайн рекламы. Сервис закупает многочисленные каналы трафика (медийный, мобильный, почтовый, SMM, аффилированный) и подбирает для своих клиентов максимально эффективные с точки зрения целевой аудитории площадки для размещения онлайн рекламы. В итоге пользователи платят за «лид» — результат в виде определённых полезных действий[9].
- SmartCheckout — маркетинговый сервис с использованием программно-аппаратного комплекса, который получает информацию о составе текущего чека и ID карты постоянного покупателя и сопоставляет их с заданными критериями пола, возраста, истории покупок с дальнейшей печатью таргетированного рекламного предложения[10][11].
- Группа Эврика — с 2010 года специализируется на разработке и управлении интернет-продуктами фармацевтической и медицинской направленности. Флагманский проект — профессиональный информационно-образовательный ресурс для врачей Эврика.ру с аудиторией более 49 000 специалистов. Компания разработала специализированную технологическую платформу для непрерывного медицинского онлайн-образования ЦНМО.РФ и реализует проекты по дистанционному образованию врачей и медработников. В 2015 года объединила активы с онлайн-ресурсом «ВитаПортал», развивающим персонализированные онлайн-сервисы в области здоровья и медицины для широкой аудитории. В наблюдательный совет компании входят один из самых известных международных инвесторов в медицину Эстер Дайсон и учредитель Life Sciences Angel Network и основатель Medscape.com Питер Фришауф. ВитаПортал является Лауреатом Премии Рунета 2011 в номинации «Здоровье и отдых»[12].
- FF Holding — первый в России сервис по выдаче интернет-паспортов, который оказывает услуги по идентификации и верификации пользователей интернет-ресурсов с целью подтверждения личности. Каждый клиент может зарегистрировать интернет-гражданство и получить электронный документ, открывающий в будущем доступ к множеству онлайн услуг.
- Credit Cards Online — ведущий портал о кредитных картах, предоставляющий интернет-пользователям исчерпывающую информацию о предложениях российских банков с возможностью последующего оформления заявки на кредитные продукты в режиме онлайн[13].
- Platiza — интернет-сервис, предлагающий пользователям возможность моментально и без документов получить микрозаём с зачислением денежных средств на карту или интернет-кошелёк. Займы выдаются в размере от 1000 до 15 000 рублей на срок от одного дня. В настоящее время, это единственный в своём роде проект, способный одновременно решить целый ряд финансовых проблем[13]
- AdMoment — разработчик RTB платформы для проведения рекламных кампаний в мобильных приложениях, которая позволяет в автоматическом режиме подбирать для рекламодателей максимально эффективные с точки зрения целевой аудитории приложения для размещения рекламы.

## Руководство
- Сергей Меркулов — управляющий партнёр. Отвечал за стратегию Фонда, взаимодействие с инвесторами и ряд отраслевых сегментов[14].
- Станислав Косоруков — инвестиционный директор. Руководил практикой инвестиционной аналитики, отвечал за поиск и оценку перспективности проектов, структурирование инвестиционных сделок, контроль операционной активности портфельных компаний.
- Алексей Соловьёв — управляющий директор с 2011 по январь 2017 года. Отвечал за общее руководство фонда, организацию и координацию работы управляющей компании и инвестиционного комитета[15].

## Достижения
- Входил в пять самых активных венчурных фондов на российском рынке (исследование Firrma.ru при поддержке ОАО «РВК» и PwC)[16].
- Входил в рейтинг 20 лучших венчурных фондов в России (по версии Hopes&Fears)[17].
- Входил в тройку наиболее узнаваемых частных венчурных фондов (исследование рынка стартапов и инвестиций в сфере ИТ Фонда общественного мнения)[18].